# عيش المسافر
عيش المسافر أو الغرموش (الاسم العلمي: Maclura  pomifera)، هو نبات من جنس مكلورة وينتمي إلى فصيلة التوتية.

## معرض صور

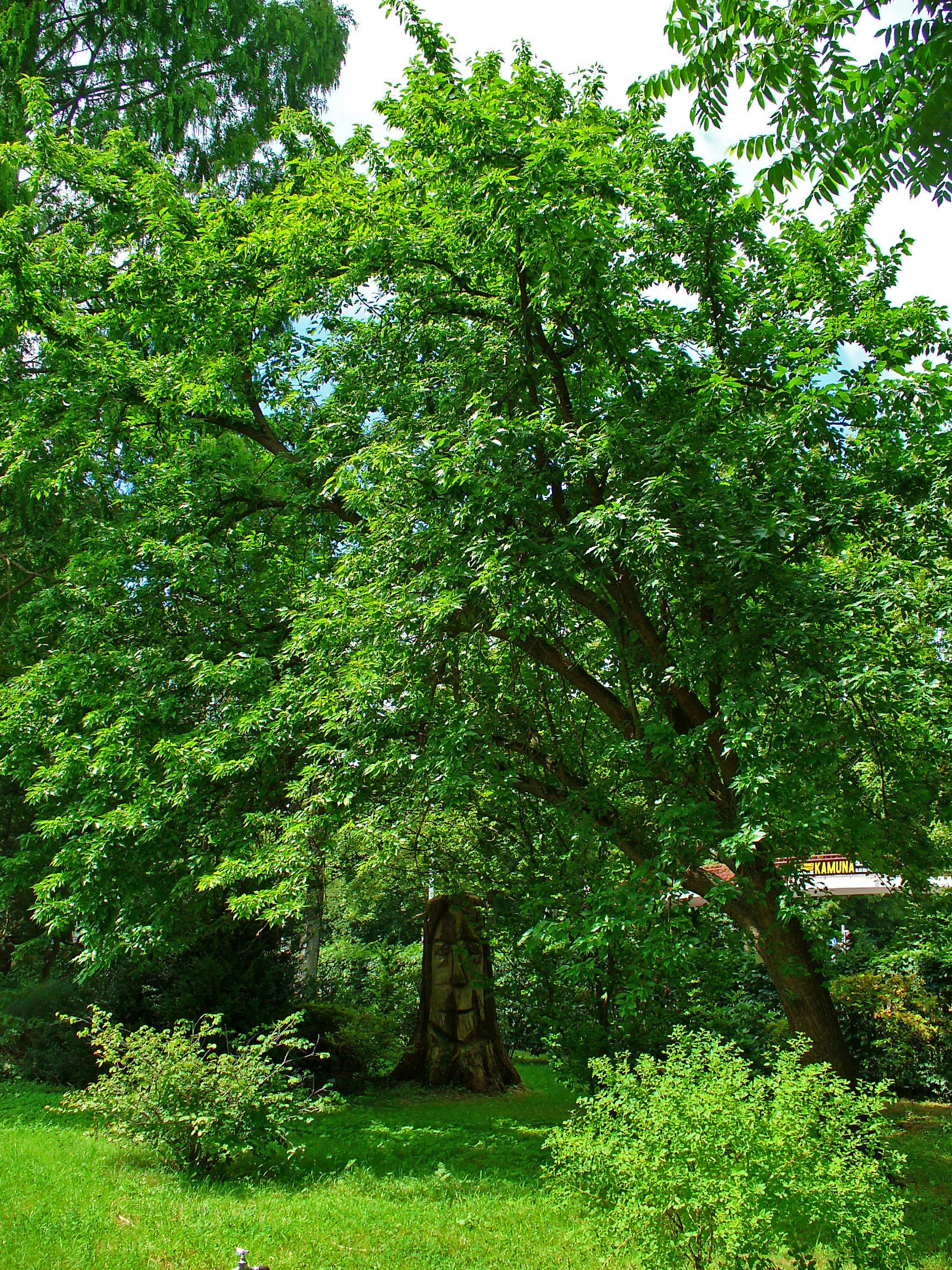
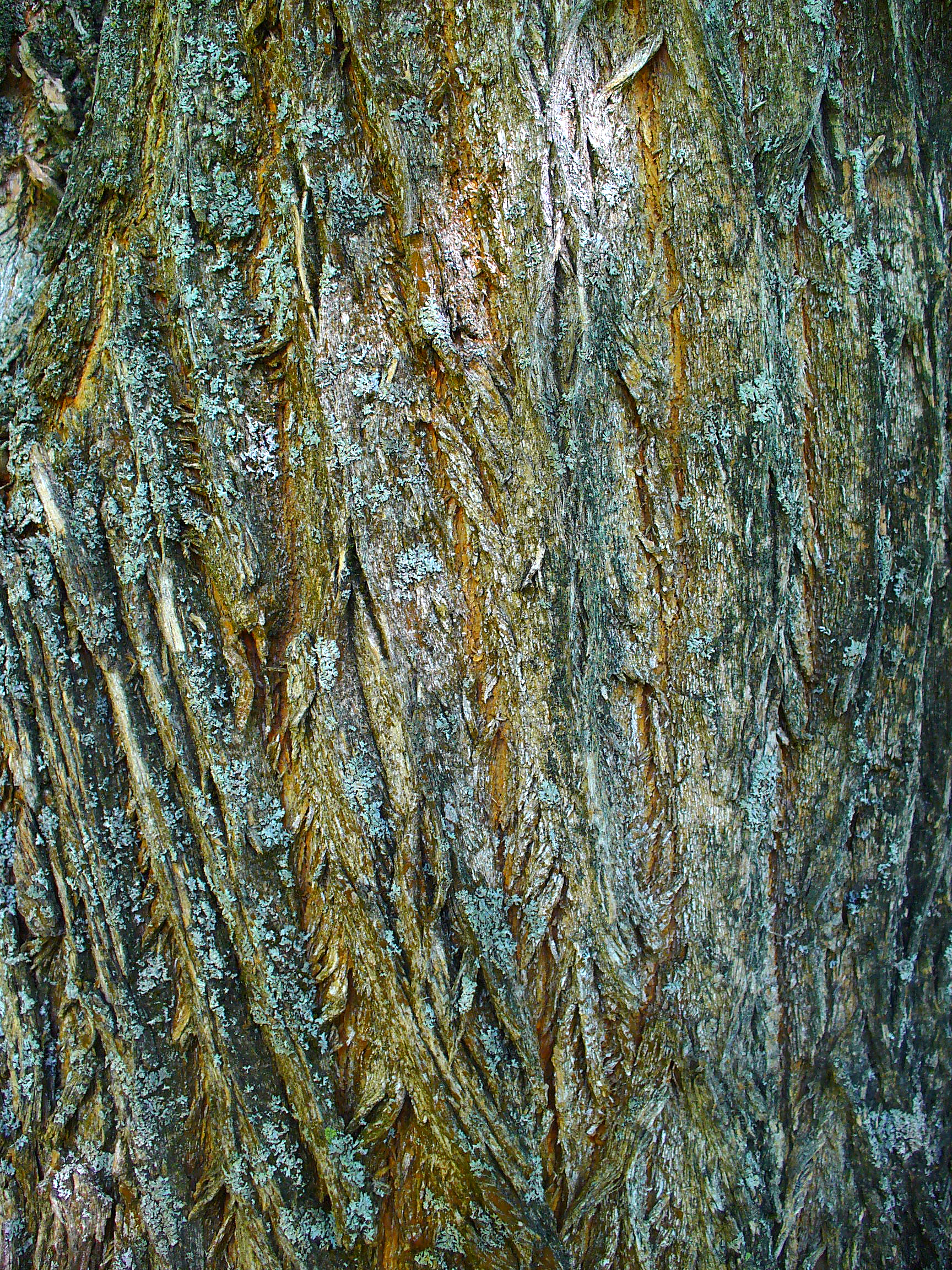
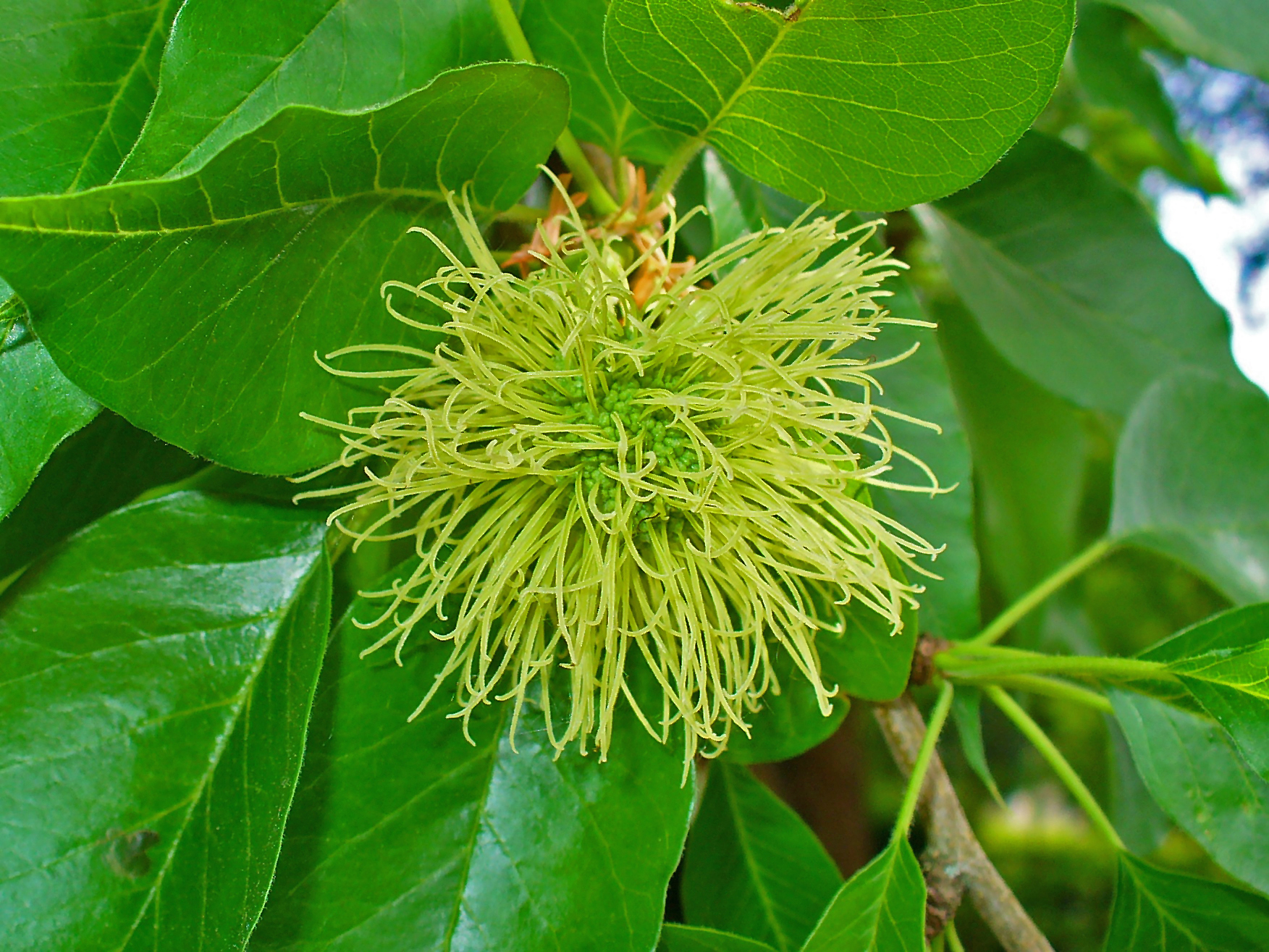
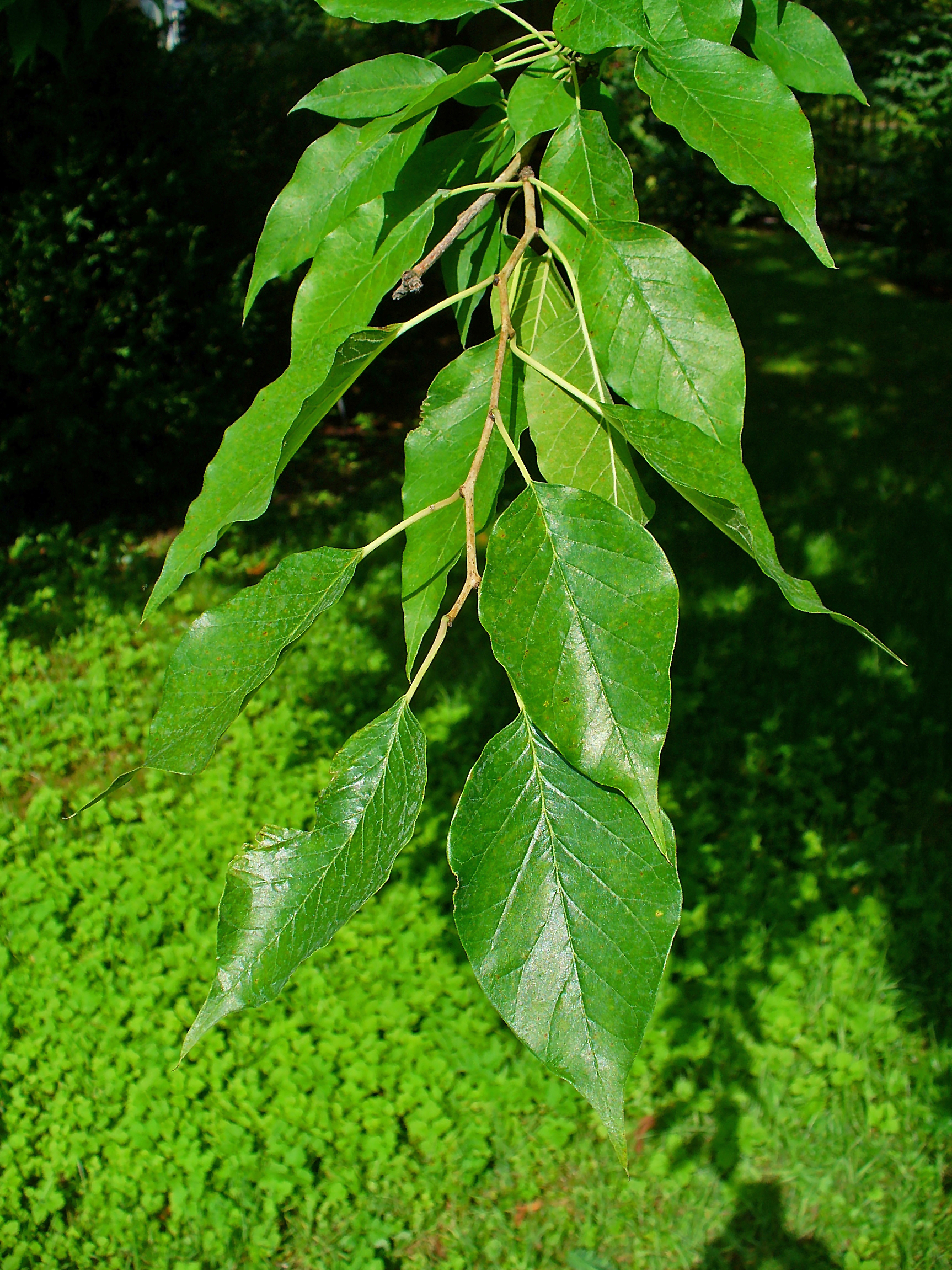
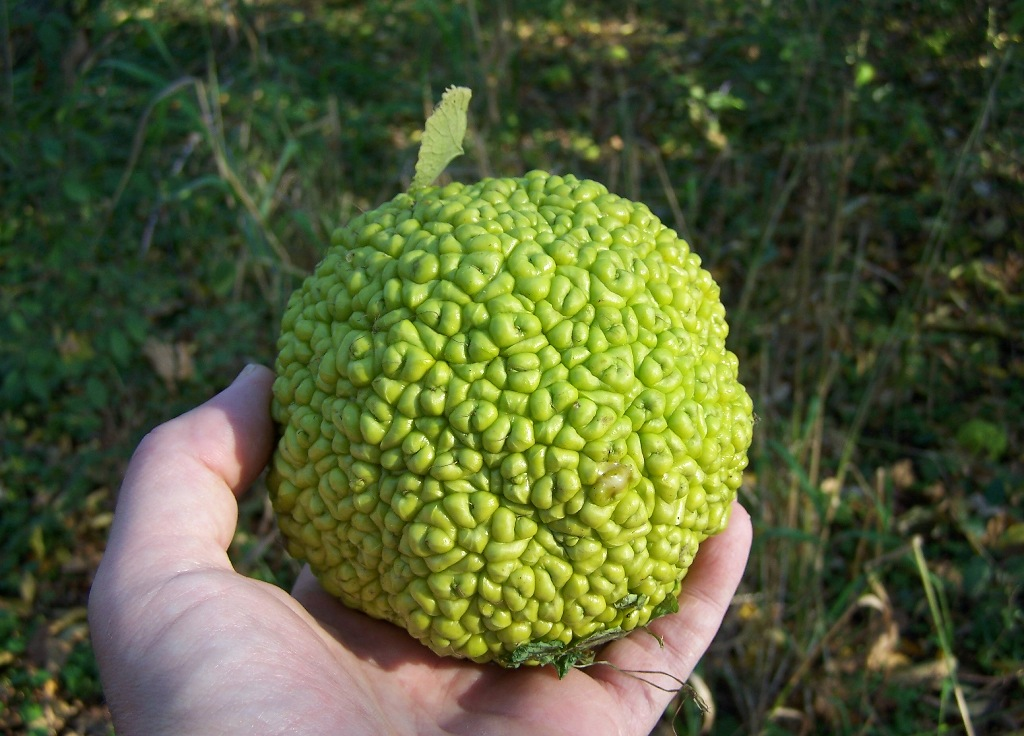